# 山田真央
山田 真央（やまだ まお、1989年1月14日 - ）は、静岡県出身のタレント。身長154cm、B85・W62・H86。以前はY・M・Oに所属していた。
芸能人女子フットサルチーム「FANTASISTA」に所属していたが、2006年9月から大学受験のため活動を休止。アメリカへ留学することになり2007年2月12日開催のファンイベントを最後に退団した。

## 出演
テレビ
- コラソン（東海テレビ）
- 恋するフットサル（フジテレビ）

舞台
- ピヴォ☆ガール

映画
- 星に語りて〜Starry Sky〜（2019年3月5日、きょうされん） - みち子 役